# 276
Évszázadok: 2. század – 3. század – 4. század
Évtizedek: 220-as évek – 230-as évek – 240-es évek – 250-es évek – 260-as évek – 270-es évek – 280-as évek – 290-es évek – 300-as évek – 310-es évek – 320-as évek
Évek: 271 – 272 – 273 – 274 –  275 – 276 – 277 – 278 – 279 – 280 – 281

## Események

### Római Birodalom
- Tacitus császárt és (Fulvius?) Aemilianust választják consulnak.
- Tacitus legyőzi a Kis-Ázsiát dúló barbárokat, majd visszaindul, hogy elűzze a Galliába betörő alemannokat és frankokat, de útközben a kappadókiai Tyanában meghal (más források szerint meggyilkolják).
- Tacitus féltestvére, Florianus a nyugati légiók segítségével császárrá kiáltja ki magát. Legyőzi a Balkánt fosztogató gótokat, de megtudja, hogy a keleti provinciák Probust választották császárrá. A két trónkövetelő a ciliciai Tarsusnál találkozik, ahol Probus ügyes taktikával fölénybe kerül ellenfelével szemben, mire Florianust saját katonái megölik.

## Születések
- Csin Jüan-ti, kínai császár
- Kuo Pu, kínai költő

## Halálozások
- Tacitus római császár
- Florianus római császár

## Fordítás
- Ez a szócikk részben vagy egészben  a(z)   276 című német Wikipédia-szócikk ezen változatának fordításán alapul.  Az eredeti cikk szerkesztőit annak laptörténete sorolja fel. Ez a jelzés csupán a megfogalmazás eredetét és a szerzői jogokat jelzi, nem szolgál a cikkben szereplő információk forrásmegjelöléseként.